# Percival Proctor Baxter

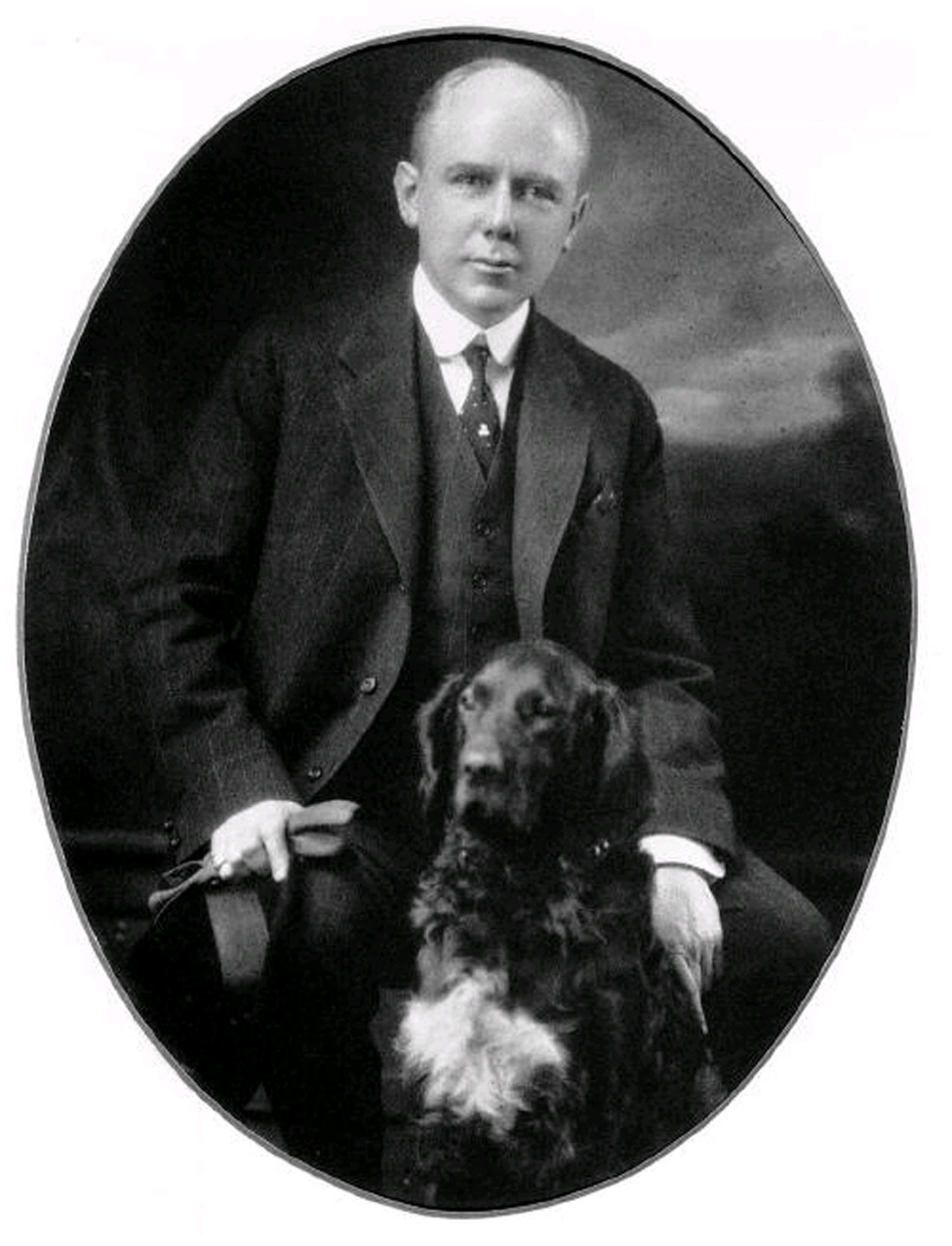
Percival Proctor Baxter

Percival Proctor Baxter (* 22. November 1876 in Portland, Maine; † 12. Juni 1969 ebenda) war ein US-amerikanischer Politiker und von 1921 bis 1925 Gouverneur von Maine.

## Frühe Jahre
Percival Baxter besuchte nach der Portland High School bis 1898 das Bowdoin College. Danach studierte er bis 1901 an der Harvard University Jura. Er entschied sich aber, nicht als Jurist zu arbeiten, sondern in der Immobilienfirma seiner Familie. Seine Eltern waren vermögend und sein Vater langjähriger Bürgermeister von Portland. Baxter war Mitglied der Republikanischen Partei. Im Jahr 1905 wurde er für eine Legislaturperiode in das Repräsentantenhaus von Maine gewählt. Zwischen 1917 und 1920 war er erneut Abgeordneter in diesem Gremium. Dazwischen war er in den Jahren 1909 und 1910 im Staatssenat. Im Jahr 1921 war er erneut Mitglied des Senats von Maine und wurde dessen Präsident.

## Gouverneur von Maine
Als der erst 1920 gewählte Gouverneur Frederic Parkhurst nach weniger als einem Monat Amtszeit plötzlich am 31. Januar 1921 verstarb, musste Baxter als Senatspräsident dessen Amt übernehmen und die angebrochene Amtszeit beenden. Nachdem es ihm gelungen war, im Jahr 1922 selbst zum Gouverneur gewählt zu werden, konnte er bis zum 7. Januar 1925 im Amt bleiben. In dieser Zeit wurde eine neue Strafanstalt in Maine errichtet und die Strafgesetzgebung reformiert. Baxter setzte sich für noch schärfere Prohibitionsgesetze ein. Die Umweltschutzmaßnahmen wurden verbessert und die ersten Frauen wurden im öffentlichen Dienst eingestellt. Auch auf dem Gebiet der Schulpolitik wurden Verbesserungen eingeführt. Im Jahr 1926 bewarb sich Baxter erfolglos um einen Sitz im US-Senat. Danach zog er sich aus der Politik zurück und widmete sich seinen geschäftlichen Interessen. Er schenkte dem Staat das Land, auf dem dann der Baxter State Park entstand. Baxter stellte auch das Gebäude für eine Schule für Gehörlose zur Verfügung. Er starb am 12. Juni 1969 und seine Asche wurde im nach ihm benannten Baxter State Park verstreut.